# Comuna Teahun, Illinți
Teahun (în ucraineană Тягун) este o comună în raionul Illinți, regiunea Vinnița, Ucraina, formată din satele Teahun (reședința) și Volodîmîrivka.

## Demografie
Componența lingvistică a satului Teahun
     Ucraineană (97,66%)
     Rusă (1,42%)
     Alte limbi (0,71%)
Conform recensământului din 2001, majoritatea populației satului Teahun era vorbitoare de ucraineană (97,66%), existând în minoritate și vorbitori de rusă (1,42%).